# 横須海岸
横須海岸（よこすかいがん）は、徳島県小松島市横須町から同市金磯町に位置する海岸である。

## 地理
小松島市横須町から同市金磯町の太平洋に面したところに位置。「金磯海岸」や「横須・金磯海岸」と表記されることもある。北の横須町側には小松島競輪場がある。東側には恩山寺の奥之院である金磯弁財天があり、弁天山と呼ばれている。
かつては四国十二景のひとつとして知られていた「横須の松原」が存在したが、現在ではかつてほど松はない状態である。海岸には徳島県出身の国学者・小杉榲邨が小松島を詠んだ歌碑が立っている。

## 歴史
- 1922年（大正11年） - 大阪府堺市（大浜海岸） - 徳島（小松島市横須海岸）間に日本初の民間定期航空便が就航。
- 1974年（昭和49年） - 市内唯一の海水浴場だった横須海水浴場が閉鎖される。

## 交通
- JR牟岐線南小松島駅下車、徒歩約20分。
- 小松島市営バス「競輪場前」下車、徒歩約10分。